# Bellflower
Bellflower je město ve Spojených státech amerických. Nachází se v okrese Los Angeles County ve státě Kalifornie. Ve městě žije  obyvatel a jeho rozloha činí . Město bylo založeno 3. září 1957.
Sousedními obcemi sídla jsou Lakewood, Norwalk, Cerritos, Downey a Long Beach.

## Rodáci
- Angela Williamsová (* 1980) – americká atletka – sprinterka
- Malcolm David Kelley (* 1992) – americký herec
- Jason Lezak (* 1975)
- Chris Carter (scenárista) (* 1956) – americký televizní scenárista a producent

## Partnerská města
- Los Mochis, Mexiko